# Kweneng (distrito)
Kweneng é um dos 10 distritos rurais do Botsuana. Sua capital é a cidade de Molepolole e possuía uma população estimada de 304 596 habitantes em 2011.